# FC Penzberg
Der Fußballclub Penzberg ist ein Sportverein aus Penzberg im Landkreis Weilheim-Schongau. Der 1920 gegründete Verein hat neben seiner Fußballabteilung auch eine Breitensportabteilung für Frauen im Angebot.

## Geschichte
Der Verein wurde am 14. März 1920 gegründet, erster Spielleiter war Karl Haarbauer. An der Bichlerstraße wurde in Eigenarbeit ein Spielfeld angelegt; der Platz wurde im Juli 1921 eröffnet. Am 6. April 1924 trennte sich die Fußballabteilung vom bisherigen Turnverein. Während des Zweiten Weltkriegs lag der Spielbetrieb der 1. Mannschaft weitgehend lahm. 1946 wurde Georg Schmid zum Vereinsvorsitzenden gewählt; es entstand wieder eine erste und zweite Mannschaft. 1947 wurde eine Stehtribüne gebaut. Das Clubheim wurde 1949 fertiggestellt; die 1. Mannschaft nahm an den Aufstiegsspielen zur Bayerischen Landesliga teil. 1950 wurde Karl Sonnleitner 1. Vereinsvorsitzender. In der Saison 1953 stieg die 1. Mannschaft in die  1. Amateurliga auf. 1955 wurde sie Bayerischer Amateurligameister Süd und stieg in die II. Liga Süd auf, stieg 1956 jedoch wieder in die 1. Amateurliga ab, 1959 in die 2. Amateurliga.
Aktuell stieg man 2015 aus der Kreisklasse Zugspitze 3 in die Kreisliga Zugspitze Ost und von dort als Aufsteiger 2016 in die Bezirksliga Oberbayern Süd auf.
Eines der bekanntesten Mitglieder war Schiedsrichter Karl Wald, der von sich behauptete, er habe das Elfmeterschießen erfunden.

## Futsal
Die Futsal-Mannschaft ist Gründungsmitglied der Futsal-Bundesliga. Das Team von Andreas Brunner konnte in der ersten Saison bis ins Viertelfinale der Playoffs vordringen, wo man gegen den späteren Meister scheiterte.